# Ceticismo científico
Ceticismo científico (português brasileiro) ou cepticismo científico (português europeu) é a prática de questionar se uma afirmação está sustentada em pesquisa empírica e se é reproduzível, como parte da norma metodológica que procura a "extensão do conhecimento certificado". O sociólogo Robert K. Merton afirma que todas as ideias devem ser testadas e estar sujeitas ao escrutínio rigoroso e estruturado da comunidade. O ceticismo organizado é uma das normas básicas de conduta científica. Segundo Merton, essa é uma das normas que garante à boa ciência o respeito da sociedade (veja Normas de Merton).

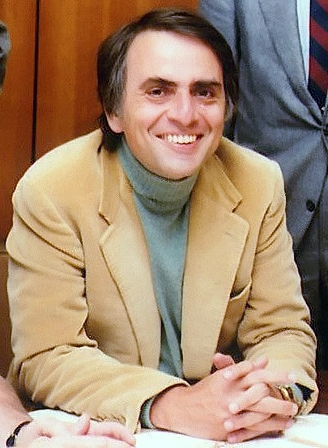
O astrofísico Carl Sagan, popularizou a expressão ceticismo científico.

O ceticismo científico ou ceticismo racional (também chamado de ceticismo), às vezes referido como investigação cética, é uma posição na qual se questiona a veracidade de afirmações sem evidência empírica. Na prática, o termo mais comumente se refere ao exame de alegações e teorias que parecem estar além da ciência convencional, em vez das discussões e desafios rotineiros entre os cientistas. O ceticismo científico difere do ceticismo filosófico, que questiona a capacidade dos humanos de reivindicar qualquer conhecimento sobre a natureza do mundo e como eles o percebem, e o ceticismo metodológico semelhante, mas distinto, que é um processo sistemático de ser cético sobre (ou duvidar) da verdade de suas crenças.
As raízes do movimento datam pelo menos do século XIX, quando as pessoas começaram a levantar publicamente questões sobre a aceitação inquestionável de afirmações sobre o espiritismo, de várias superstições amplamente difundidas e da pseudociência . Publicações como as da associação holandesa "Vereniging Tegen de Kwakzalverij" (1881, Association Against Quackery) também visavam combater o charlatanismo médico. Utilizando como modelo a organização belga fundada em 1949, "Comitê Para", os norte-americanos Paul Kurtz e Marcello Truzzi fundaram o Comitê para a Investigação Científica de Reivindicações do Paranormal, em Amherst, Nova York , em 1976. Agora conhecido como Comitê de Inquérito Cético (CSI), essa organização inspirou outros a formar grupos semelhantes em todo o mundo.

## Visão geral
Os céticos científicos sustentam que a investigação empírica da realidade leva ao conhecimento empírico mais confiável e sugerem que o método científico é o mais adequado para verificar os resultados. Céticos científicos tentam avaliar alegações com base em verificabilidade e falsificabilidade; eles desencorajam a aceitação de alegações que se baseiam na fé ou em evidências anedóticas.
Paul Kurtz descreveu o ceticismo científico em seu livro de 1992, The New Skepticism (O novo ceticismo), chamando-o de parte essencial da investigação científica. A Skeptics Society (Sociedade de Céticos) descreve isso como "a aplicação da razão a toda e qualquer ideia - nenhuma vaca sagrada é permitida". Robert K. Merton introduziu as normas mertonianas, que afirmam que todas as ideias devem ser testadas e estão sujeitas ao escrutínio rigoroso e estruturado da comunidade.
Kendrick Frazier disse que os céticos científicos têm um compromisso com a ciência, a razão, a evidência e a busca pela verdade. Carl Sagan enfatizou a importância de ser capaz de fazer perguntas céticas, reconhecer argumentos falaciosos ou fraudulentos e considerar a validade de um argumento em vez de simplesmente se gostamos da conclusão. Da mesma forma, Steven Novella descreveu o ceticismo como selecionar "crenças e conclusões que são confiáveis e válidas para aquelas que são reconfortantes ou convenientes" e como o estudo de "armadilhas da razão humana e os mecanismos de engano para evitar sendo enganados por outros ou por eles mesmos". Brian Dunning chamou o ceticismo "o processo de encontrar uma conclusão sustentada, não a justificação de uma conclusão preconcebida." 
Os céticos geralmente concentram suas críticas em afirmações que consideram implausíveis, duvidosas ou claramente contraditórias à ciência geralmente aceita. Céticos científicos não afirmam que alegações incomuns devem ser automaticamente rejeitadas por motivos a priori – em vez disso, eles argumentam que se deve examinar criticamente alegações de fenômenos paranormais ou anômalos e que alegações extraordinárias exigiriam evidências extraordinárias em seu favor antes que pudessem ser aceitas. como tendo validade. De um ponto de vista científico, os céticos julgam ideias em muitos critérios, incluindo falseabilidade, Navalha de Occam (ou princípio da simplicidade racional), Cânone de Morgan e poder explicativo, bem como o grau em que suas previsões correspondem aos resultados experimentais.
O ceticismo em geral pode ser considerado parte do método científico; por exemplo, um resultado experimental não é considerado estabelecido até que possa ser demonstrado ser repetível independentemente.
O "Sci.Skeptic FAQ" (perguntas frequentes de ceticismo científico) caracteriza o espectro cético como dividido em céticos "molhados" e "secos", principalmente com base no nível de envolvimento com aqueles que promovem alegações que parecem ser pseudociência; os céticos secos preferem desmascarar e ridicularizar, para evitar dar atenção e, portanto, credibilidade aos promotores, e os céticos "molhados", preferindo um engajamento mais lento e mais ponderado, para evitar parecer desleixado e mal considerado e, portanto, semelhante ao os grupos que todos os céticos se opunham.
Ron Lindsay argumentou que, embora algumas alegações não científicas pareçam inofensivas ou "alvos fáceis", é importante continuar a abordá-las e aos hábitos de pensamento subjacentes que levam a elas, para que não "tenhamos muito mais pessoas acreditando que o 11 de setembro foi um trabalho interno, que a mudança climática é uma farsa, que nosso governo é controlado por alienígenas e assim por diante - e essas crenças estão longe de serem inofensivas".

## Sobre o termo e abrangência
O ceticismo científico difere do ceticismo filosófico, que questiona nossa capacidade de obter qualquer conhecimento sobre a natureza do mundo e como esta é percebida. Já o ceticismo metodológico é um processo sistemático de manutenção de uma postura cética, ou de dúvida, sobre a veracidade de alguma ideia é um conceito semelhante, mas também distinto do ceticismo científico.
O ceticismo científico engloba também o empiricismo e, por isso, as ciências sociais consideram que tende para um extremo positivista no espectro da disputa do positivismo; no entanto, tal crítica normalmente ignora a definição precisa de "positivismo".
Por isso métodos de pesquisa que não obedecem as regras do método científico são considerados como não científicos ou pseudocientíficos.
Os adeptos do ceticismo científico não são necessariamente adeptos do ceticismo filosófico clássico, diferindo destes filósofos em relação à necessidade da evidência empírica.
São chamadas céticas as pessoas que se baseiam no ceticismo científico. As críticas dos céticos às controvérsias científicas, terapias alternativas ou paranormalidades surgem de postura cética que exige comprovações experimentais das alegações. Nesse sentido é que Carl Sagan sintetizou um dos argumentos básicos do ceticismo científico: "Alegações extraordinárias exigem evidências igualmente extraordinárias".
O termo cético se refere a pessoas com postura crítica nas situações cotidianas, geralmente combinando os princípios do pensamento crítico e do método científico para verificar a validade de ideias apresentadas. Os céticos consideram a evidência empírica fundamental porque este é o melhor modo de determinar a validade de uma ideia qualquer.

## Visão geral
Apesar do ceticismo envolver o uso do método científico e do pensamento crítico, isto não necessariamente significa que os céticos usem estas ferramentas constantemente.
Os céticos são frequentemente confundidos com, ou até mesmo apontados como cínicos. Porém, o criticismo cético válido (em oposição a dúvidas arbitrárias ou subjetivas sobre uma ideia) origina-se de um exame objetivo e metodológico que geralmente é consenso entre os céticos. Note também que o cinismo é geralmente tido como um ponto de vista que mantém uma atitude negativa desnecessária acerca dos motivos humanos e da sinceridade, não sendo um conceito ligado com o ceticismo.
Apesar de as duas posições não serem mutuamente exclusivas, céticos também podem ser cínicos, cada um deles representa uma afirmação fundamentalmente diferente sobre a natureza do mundo.
Os céticos científicos constantemente recebem também, acusações de terem a "mente fechada" ou de inibirem o progresso científico devido às suas exigências de evidências cientificamente válidas. Os céticos, por sua vez, argumentam que tais críticas são, em sua maioria, provenientes de adeptos de disciplinas pseudocientíficas, tais como homeopatia, reiki, paranormalidade e espiritualismo, cujas visões não são adotadas ou suportadas pela ciência convencional. Segundo Carl Sagan, cético e astrônomo, "você deve manter sua mente aberta, mas não tão aberta que o cérebro caia".
A necessidade de evidências cientificamente adequadas como suporte a teorias é mais evidente na área da saúde, onde utilizar uma técnica sem a avaliação científica dos seus riscos e benefícios pode levar a piora da doença, gastos financeiros desnecessários e abandono de técnicas comprovadamente eficazes. Por esse motivo, no Brasil é vedado aos médicos a utilização de práticas terapêuticas não reconhecidas pela comunidade científica,embora na prática isso não seja tão respeitado.

### Movimento cético
No que diz respeito ao movimento social cético, Daniel Loxton refere-se a outros movimentos que já promovem “humanismo, ateísmo, racionalismo, educação científica e até pensamento crítico” de antemão. Ele viu a demanda pelo novo movimento - um movimento de pessoas chamado de "céticos" - como baseado na falta de interesse da comunidade científica em abordar alegações paranormais e científicas marginais. Em consonância com Kendrick Frazier, ele descreve o movimento como um substituto nessa área para a ciência institucional. O movimento estabeleceu um campo de estudo distinto e forneceu uma estrutura organizacional, enquanto "o gênero de longa data da escrita cética individual" carecia de tal comunidade e fundo. As organizações céticas normalmente tendem a ter a educação e a promoção científica entre seus objetivos.
O movimento cético teve problemas com alegações de sexismo. Mary Coulman identificou uma disparidade entre mulheres e homens no movimento em um boletim cético de 1985. O movimento cético tem sido geralmente constituído por homens; em uma conferência de 1987, os membros discutiram o fato de que os participantes eram predominantemente homens brancos mais velhos e uma lista de 50 bolsistas do CSICOP em 1991 incluía quatro mulheres. Após uma conferência de 2011, Rebecca Watson, uma cética proeminente, levantou questões sobre a forma como as mulheres céticas são alvo de assédio online incluindo ameaças de violência sexual por opositores do movimento, e também levantou questões de sexismo dentro do próprio movimento. Embora ela tenha recebido algum apoio em resposta à sua discussão sobre sexismo dentro do movimento, mais tarde ela se tornou alvo de assédio virulento online, mesmo de colegas céticos, depois de postar um vídeo online que discutia seu desconforto em ser proposta em um espaço confinado. Isso ficou conhecido como "Elevatorgate", baseado na discussão de Watson sobre ser proposto em um elevador de hotel no início da manhã após um evento cético.

## Desmascaramento e investigação racional
O verbo "desmascarar" é usado para descrever os esforços dos céticos para expor ou desacreditar afirmações consideradas falsas, exageradas ou pretensiosas. Está intimamente associado à investigação cética ou investigação racional de tópicos controversos, como OVNIs, fenômenos paranormais alegados, criptozoologia, teorias da conspiração, medicina alternativa, religião ou áreas exploratórias ou marginais de pesquisa científica ou pseudocientífica.
Outros tópicos que a literatura cientificamente cética questiona incluem alegações de saúde em torno de certos alimentos, procedimentos e medicamentos alternativos; a plausibilidade e existência de habilidades sobrenaturais (por exemplo, leitura de tarô) ou entidades (por exemplo, poltergeists, anjos, deuses — incluindo Zeus ); os monstros da criptozoologia (por exemplo, o monstro do Lago Ness); bem como criacionismo / design inteligente, radiestesia, teorias da conspiração e outras alegações que o cético vê como improváveis de serem verdadeiras em bases científicas.
Céticos como James Randi tornaram-se famosos por desmascarar afirmações relacionadas a algumas delas. O investigador paranormal Joe Nickell adverte, no entanto, que os "desmistificadores" devem ter o cuidado de envolver as alegações paranormais com seriedade e sem preconceitos. Ele explica que a investigação de mente aberta tem mais probabilidade de ensinar e mudar mentes do que desmascarar. Uma característica marcante do movimento cético é o fato de que, embora a maioria dos fenômenos abordados, como astrologia e homeopatia, tenham sido desmascarados repetidamente, eles continuam populares. Frazier reenfatizou em 2018 que "precisamos de investigação e investigação crítica independente, baseada em evidências e baseada na ciência agora mais do que talvez em qualquer outro momento de nossa história".
A comunidade do ceticismo científico tradicionalmente tem se concentrado no que as pessoas acreditam e não por que elas acreditam – pode haver razões psicológicas, cognitivas ou instintivas para acreditar quando há pouca evidência para tais crenças. De acordo com Hammer, a maior parte da literatura do movimento cético funciona em um modelo implícito, que a crença no irracional está sendo baseada no analfabetismo científico ou ilusões cognitivas. Ele aponta para a discussão cética sobre a astrologia: A noção cética da astrologia como uma "hipótese fracassada" falha em abordar suposições antropológicas básicas sobre a astrologia como uma forma de adivinhação ritualizada. Enquanto a abordagem antropológica tenta explicar as atividades dos astrólogos e seus clientes, o interesse do movimento cético pelos aspectos culturais de tais crenças é silenciado.
Segundo o sociólogo David J. Hess, o discurso cético tende a separar a ciência e o projeto cético do social e do econômico. Nessa perspectiva, ele argumenta que o ceticismo assume alguns aspectos de um discurso sagrado, como em Formas Elementares da Vida Religiosa — Ciência, de Emile Durkheim, vista como pura e sagrada (motivada por valores da mente e da razão), é além do trato popular com o paranormal, visto como profano (permeado pelo econômico e pelo social); obscurecendo o confronto entre ciência e religião. Hess afirma também uma forte tendência em: tanto os céticos quanto seus oponentes vêem o outro como impulsionado pela filosofia materialista e pelo ganho material e supõem ter motivos mais puros.

### Perigos percebidos da pseudociência
Embora nem todas as crenças pseudocientíficas sejam necessariamente perigosas, algumas podem ser potencialmente prejudiciais. Platão acreditava que libertar os outros da ignorância, apesar de sua resistência inicial, é uma coisa grande e nobre. Escritores céticos modernos abordam essa questão de várias maneiras. Bertrand Russell argumentou que algumas ações individuais baseadas em crenças para as quais não há evidência de eficácia podem resultar em ações destrutivas.
James Randi muitas vezes escreveu sobre a questão da fraude por médiuns e curandeiros. A prática médica não qualificada e a medicina alternativa podem resultar em ferimentos graves e morte. O ativista cético Tim Farley, que visa criar um catálogo de práticas pseudocientíficas prejudiciais e casos de danos causados por elas, estima que o número documentado de mortos ou feridos seja superior a 600.000. Richard Dawkins aponta a religião como uma fonte de violência (principalmente em The God Delusion), e considera o criacionismo uma ameaça à biologia. Alguns céticos, como os membros do podcast The Skeptics' Guide to the Universe, se opõem a certos novos movimentos religiosos por causa de seus comportamentos de culto.
Leo Igwe, Junior Fellow na Bayreuth Escola Internacional de Pós-Graduação de Estudos Africanos e ex-Pesquisador da Fundação Educacional James Randi (JREF), escreveu A Manifesto for a Skeptical Africa (Um Manifesto por uma África Cética),que recebeu endossos de vários ativistas públicos na África, bem como endossantes céticos em todo o mundo. Ele é um defensor nigeriano dos direitos humanos e ativista contra os impactos das acusações de bruxaria infantil. Igwe entrou em conflito com crentes de feitiçaria de alto nível, levando a ataques a si mesmo e sua família.
Em 2018, Amardeo Sarma forneceu alguma perspectiva sobre o estado do movimento cético, abordando "a essência do ceticismo contemporâneo e [destacando] o papel vital não partidário e baseado na ciência dos céticos na prevenção de enganos e danos". Ele enfatizou os perigos da pseudociência como razão para priorizar o trabalho cético.

### Pseudoceticismo
Richard Cameron Wilson, em um artigo no New Statesman (Novo estadista) , escreveu que "o falso cético é, na realidade, um dogmático disfarçado, tornado ainda mais perigoso por seu sucesso em se apropriar do manto do investigador imparcial e de mente aberta". Alguns defensores de posições intelectuais desacreditadas (como negação da AIDS, negação do Holocausto e negação das mudanças climáticas ) se envolvem em comportamento pseudocético quando se caracterizam como "céticos". Isso apesar de sua escolha de evidências que está em conformidade com uma crença preexistente. De acordo com Wilson, que destaca o fenômeno em seu livro de 2008 Don't Get Fooled Again ("Não seja Enganado novamente"), o traço característico do falso ceticismo é que ele "não se centra na busca imparcial da verdade, mas na defesa de uma posição ideológica preconcebida".

O próprio ceticismo científico às vezes é criticado por esse motivo. O termo pseudo-ceticismo encontrou uso ocasional em campos controversos onde a oposição dos céticos científicos é forte. Por exemplo, em 1994, Susan Blackmore, uma parapsicóloga que se tornou mais cética e, eventualmente, tornou-se membro do Comitê para Investigação Científica de Reivindicações do Paranormal (CSICOP) em 1991, descreveu o que ela chamou de "pior tipo de pseudo-ceticismo" :
Há alguns membros dos grupos de céticos que acreditam claramente que sabem a resposta certa antes da investigação. Eles parecem não estar interessados em pesar alternativas, investigar alegações estranhas, ou experimentar experiências psíquicas ou estados alterados por si mesmos (Deus me livre!), mas apenas em promover sua própria estrutura e coesão de crenças particulares...
Comentando sobre os rótulos "dogmáticos" e "patológicos" que a "Associação de Investigação Cética ("Association for Skeptical Investigation") coloca em críticos de investigações paranormais, Bob Carroll do Skeptic's Dictionary argumenta que essa associação" é um grupo de pseudo-céticos investigadores paranormais e apoiadores que não apreciam críticas de estudos paranormais por céticos e pensadores críticos verdadeiramente genuínos. O único ceticismo que este grupo promove é o ceticismo dos críticos e [suas] críticas aos estudos paranormais." 

## História

### Raízes históricas
Segundo o autor cético Daniel Loxton , "o ceticismo é uma história sem começo nem fim". Seu artigo de 2013 na revista Skeptic "Por que existe um movimento cético" afirma uma história de dois milênios de ceticismo paranormal. Ele é da opinião de que a prática, os problemas e os conceitos centrais se estendem até a antiguidade e se refere a um conto desmascarado como contado em algumas versões do Antigo Testamento, onde o profeta Daniel expõe um conto de uma "estátua como uma farsa".
De acordo com Loxton, ao longo da história, há outros exemplos de indivíduos praticando a investigação crítica e escrevendo livros ou atuando publicamente contra fraudes particulares e superstições populares, incluindo pessoas como Lucian de Samósata (século II), Michel de Montaigne (século XVI), Thomas Ady e Thomas Browne (século XVII), Antoine Lavoisier e Benjamin Franklin (século XVIII), muitos filósofos, cientistas e mágicos diferentes ao longo do século XIX e início do século XX até e depois de Harry Houdini. No entanto, céticos se unindo em sociedades que pesquisam a ciência paranormal e marginal é um fenômeno moderno. Dois importantes trabalhos iniciais influentes para o movimento cético foram Foibles and Fallacies of Science (1924), "Fraudes e falácias da ciência", de Daniel Webster Hering , e The Psychology of the Occult (A psicologia do Oculto), de D.H. Rawcliffe.
Loxton menciona o Comitê Belga do "Para" (1949) como a mais antiga organização cética de "mandato amplo". Embora tenha sido precedido pelo holandês Vereniging tegen de Kwakzalverij (VtdK) (1881), que é, portanto, considerado a organização cética mais antiga por outros. O Grupo se concentra apenas no combate ao charlatanismo e, portanto, tem uma atuação mais estreita. O "Comitê Pára" foi parcialmente formado como uma resposta a uma indústria predatória de falsos médiuns que exploravam os parentes enlutados de pessoas desaparecidas durante a Segunda Guerra Mundial. Em contraste, Michael Shermer traça as origens do movimento cético científico moderno no livro de 1952 de Martin Gardner, Fraudes e falácias da ciência" (Fads and Fallacies in the Name of Science).
Em 1968, foi fundada a Associação Francesa de Informação Científica (AFIS). A AFIS se esforça para promover a ciência contra aqueles que negam seu valor cultural, abusam dela para fins criminosos ou como cobertura para charlatanismo . Segundo o AFIS, a própria ciência não pode resolver os problemas da humanidade, nem pode resolvê-los sem usar o método científico . Sustenta que as pessoas devem ser informadas sobre os avanços científicos e técnicos e os problemas que ajudam a resolver. Sua revista, Science et pseudo-sciences, tenta distribuir informações científicas em uma linguagem que todos possam entender.

### CSICOP e ceticismo contemporâneo
Em 1976, o Comitê para a Investigação Científica de Reivindicações do Paranormal (CSICOP), conhecido como Comitê de Inquérito Cético (CSI) desde novembro de 2006, foi fundado nos Estados Unidos . Alguns vêem isso como o "nascimento do ceticismo moderno", no entanto, o fundador Paul Kurtz na verdade o modelou após o "Comitê Para", incluindo seu nome. O motivo de Kurtz estava sendo "consternado... com a crescente onda de crença no paranormal e a falta de exames científicos adequados dessas alegações".
Kurtz era ateu e também fundou o Comitê para o Exame Científico da Religião. Embora ele visse ambos os aspectos como sendo cobertos pelo movimento cético, ele recomendou que o comitê se concentrasse em alegações paranormais e pseudocientíficas e deixasse os aspectos religiosos para os outros. Apesar de não ser o mais antigo, o comitê foi "a primeira organização cética norte-americana bem-sucedida e de amplo mandato do período contemporâneo", popularizou o uso dos termos "cético", "cético" e "ceticismo" por sua revista,Skeptical Inquirer, e inspirou diretamente a fundação de muitas outras organizações céticas em todo o mundo, especialmente na Europa.
Estes incluíram Australian Skeptics (1980), Vetenskap och Folkbildning (Suécia, 1982), New Zealand Skeptics (1986), GWUP (Áustria, Alemanha e Suíça, 1987), Skepsis ry (Finlândia, 1987), Stichting Skepsis (Holanda, 1987), CICAP (Itália, 1989) e SKEPP (Bélgica Holandesa, 1990).

Além de cientistas como astrônomos , mágicos de palco como James Randi foram importantes na investigação de charlatães e na exposição de seus truques. Em 1996 Randi formou a Fundação Educacional James Randi (JREF) e criou o Desafio Paranormal de Um Milhão de Dólares, em que qualquer pessoa que pudesse demonstrar habilidades paranormais, sob circunstâncias controladas mutuamente acordadas, poderia reivindicar o prêmio. Após a aposentadoria de Randi em 2015, o Desafio Paranormal foi oficialmente encerrado pelo JREF com o prêmio não reclamado:
A partir de 01/09/2015, o JREF fez grandes mudanças, incluindo a conversão para uma fundação que faz doações e não aceita mais inscrições para o Prêmio de um milhão de dólares do público em geral.
Outras organizações americanas influentes de segunda geração foram The Skeptics Society (fundada em 1992 por Michael Shermer), a New England Skeptical Society (originada em 1996) e o Independent Investigations Group (formado em 2000 por James Underdown).

### Depois de 1989
Após as Revoluções de 1989, a Europa Oriental viu uma onda de charlatanismo e crenças paranormais que não eram mais restringidas pelos regimes comunistas geralmente seculares ou pela Cortina de Ferro e suas barreiras de informação. A fundação de muitas novas organizações céticas também pretendia proteger os consumidores. Estes incluíram o Clube de Céticos Tchecos Sisyfos (1995), a Sociedade Cética Húngara (2006), o Clube de Céticos Polonês (2010) e a Sociedade Cética de Língua Russa (2013). A Sociedade Cética da Áustria em Viena (fundada em 2002) lida com questões como a "água vitalizada" (água fluidificada) de Johann Grander e o uso de radiestesia no Parlamento austríaco.
O Congresso de Céticos Europeus (European Skeptics Congress, ESC) é realizado em toda a Europa desde 1989, a partir de 1994 coordenado pelo Conselho Europeu de Organizações Céticas. Nos Estados Unidos, o The Amaz!ng Meeting (TAM) organizado pela Fundação James Randi em Las Vegas foi a conferência cética mais importante desde 2003, com duas conferências spin-off em Londres, Reino Unido (2009 e 2010) e uma em Sydney, Austrália (2010). Desde 2010, a Sociedade Cética de Merseyside e a Sociedade de Céticos da Grande Manchester organizaram em conjunto o evento "Questione, explore e descubra" (Question, Explore, Discover - QED) em Manchester, Reino Unido. Até agora, foram realizados Congressos de Céticos Mundiais, nomeadamente em Buffalo, Nova Iorque (1996), Heidelberg , Alemanha (1998), Sydney, Austrália (2000), Burbank, Califórnia (2002), Abano Terme, Itália (2004) e Berlim, Alemanha (2012).
Em 1991, o Center for Inquiry, um think-tank dos EUA, reuniu o Comitê para a Investigação Científica de Reivindicações do Paranormal (CSICOP) e o Conselho para o Humanismo Secular (Council for Secular Humanism, CSH), no mesmo grupo. Em janeiro de 2016, a Fundação Richard Dawkins para a Ciência e Razão, aunciou sua fusão com o Center for Inquiry.
Em 2010, como uma forma de divulgação cética à população em geral, Susan Gerbic lançou o projeto Guerrilla Skepticism on Wikipedia (GSoW), Ceticismo de guerrilha na Wikipedia, para melhorar o conteúdo cético na Wikipedia.

## Termos correlacionados
- Ceticismo acadêmico
- Movimento Bright
- Crítica da ciência
- Negação
- Empirismo
- Pensamento livre
- Indutivismo
- Positivismo lógico
- Naturalismo (filosofia)
- O ônus filosófico da prova
- Positivismo
- Ceticismo religioso
- Reprodutibilidade
- Reducionismo científico
- Cientificismo
- Humanismo secular
- Movimento secularista
- SkeptiCamp
- Ceticismo
- O dicionário dos céticos
- Snopes.com
- Teoria da justificação
- Superstições
- Superstições nas sociedades muçulmanas

## Literatura Sugerida (língua inglesa)
- Carroll, Robert Todd (2003). The Skeptic's Dictionary: A Collection of Strange Beliefs, Amusing Deceptions, and Dangerous Delusions. John Wiley & Sons.ISBN 978-0-471-27242-7.
- Gardner, Martin (1957). Fads and Fallacies in the Name of Science. Dover Publications. p. 373.ISBN 978-0-486-20394-2.
- Randi, James (1982). Flim-Flam! Psychics, ESP, Unicorns, and Other Delusions. Prometheus Books. p. 342.ISBN 978-0-345-40946-1.
- Randi, James; Arthur C. Clarke (1997). An Encyclopedia of Claims, Frauds, and Hoaxes of the Occult and Supernatural. St. Martin's Griffin. p. 336.ISBN 978-0-312-15119-5.
- Sagan, Carl; Ann Druyan (1997). The Demon-Haunted World: Science as a Candle in the Dark. Ballantine Books. p. 349.ISBN 978-0-345-40946-1.
- Shermer, Michael (1997). Why People Believe Weird Things. St Martins Griffin and Company. p. 349.ISBN 978-0-8050-7089-7.